# 大卫·巴格拉季昂·德·穆赫拉尼
大卫·巴格拉季昂·德·穆赫拉尼-德·佐尔诺扎（David Bagration de Moukhrani y de Zornoza，1976年6月24日—），格鲁吉亚文名：大卫·巴格拉季昂-穆赫拉涅利（დავით ბაგრატიონ-მუხრანელი），格鲁吉亚王室家族首领。
大卫是格鲁吉亚王室家族首领豪尔赫·德·巴格拉季昂与第一任妻子玛丽亚·德·拉斯·梅赛德斯·德·佐尔诺扎的次子，1976年6月24日出生于西班牙马德里。2003年大卫定居故乡第比利斯，并在次年在格鲁吉亚获得双重国籍。
大卫是格鲁吉亚东正教牧首以利亚二世的輔祭。
2008年1月16日，大卫的父亲豪尔赫在第比利斯去世。由于大卫的长兄伊拉克里放弃王室继承权，大卫继位为格鲁吉亚王室家族首领，称大卫十三世，拥有拉索斯公爵，卡赫梯、卡特里和穆赫拉涅利亲王，格鲁吉亚鹰骑士团大团长的称号。

## 婚姻
大卫·巴格拉季昂·德·穆赫拉尼与巴格拉季昂尼王朝卡赫希系的族长努格扎尔的长女安娜·巴格拉季昂-格鲁金斯基订婚，他们将于2009年2月8日在第比利斯圣三一大教堂举行婚礼。由于努格扎尔没有儿子和兄弟，安娜将是他的继承人。这场婚礼将格鲁吉亚巴格拉季昂尼王朝的卡特里分支和卡赫希分支重新联合起来。
長子吉奧爾基，2011年9月27日生。

## 父系祖先
以下列出的是大卫·巴格拉季昂·德·穆赫拉尼的父系祖先，可以看到，巴格拉季昂尼王朝的先祖在公元8世纪时就成为了高加索地区的统治者。
1. 斯佩尔（Sper）领主巴格拉特，？—约220年
2. 斯佩尔领主斯姆巴特，？—约250年
3. 斯佩尔领主特尔达特，？—约270年
4. 斯佩尔领主巴格拉特，？—约290年
5. 斯佩尔领主斯姆巴特，？—约320年
6. 斯佩尔领主巴格拉特，？—约350年
7. 斯佩尔领主萨哈克，？—约386年
8. 斯佩尔领主哈马扎斯普，？—约410年
9. 斯佩尔领主，？—约430年
10. 斯佩尔领主萨哈克，？—约483年
11. 斯佩尔领主斯姆巴特，？—约510年
12. 斯佩尔领主，？—约540年
13. 斯佩尔领主，？—约580年
14. 斯佩尔领主“胜利者”斯姆巴特，？—约617年
15. 不详
16. 斯佩尔领主瓦拉斯-萨哈克，？—约646年
17. 斯佩尔领主斯姆巴特，？—约672年
18. 斯佩尔领主阿硕特，？—689年
19. 斯佩尔领主斯姆巴特·比尤拉提延，？—726年
20. 亚美尼亚亲王“盲人”阿硕特三世，？—761年
21. 亚美尼亚的瓦萨克，？—？
22. 伊比利亚亲王阿特尔奈谢赫，？—779年
23. 伊比利亚亲王阿硕特一世，？—830年
24. 伊比利亚亲王巴格拉特一世，？—876年
25. 伊比利亚亲王大卫一世，？—881年
26. 卡特利国王阿特尔奈谢赫二世，？—923年
27. 卡特利国王斯姆巴特一世，？—958年
28. 卡特利国王巴格拉特二世，？—994年
29. 卡特利国王古根，？—1008年
30. 阿布哈兹国王、格鲁吉亚国王巴格拉特三世，963年—1014年
31. 格鲁吉亚国王吉奥尔基一世，998/1002年—1027年
32. 格鲁吉亚王子德米特尔，？—？
33. 格鲁吉亚王子，奥塞梯配王大卫，？—？
34. 奥塞梯王大卫，？—？
35. 奥塞梯王阿屯，？—？
36. 奥塞梯王加达隆，？—？
37. 奥塞梯王子，格鲁吉亚配王大卫·索斯兰，？—1207年
38. 格鲁吉亚国王吉奥尔基四世，1191—1223年
39. 格鲁吉亚国王大卫七世，1215—1270年
40. 格鲁吉亚国王德米特尔二世，1259—1289年
41. 格鲁吉亚国王吉奥尔基五世，1286/89—1346年
42. 格鲁吉亚国王大卫九世，？—1360年
43. 格鲁吉亚国王巴格拉特五世，？—1393年
44. 格鲁吉亚国王康斯坦丁一世，1369年—1412年
45. 格鲁吉亚国王亚历山大一世，1386年—1445/46年
46. 格鲁吉亚王子德米特尔，？—1453年
47. 格鲁吉亚国王、卡特利国王康斯坦丁二世，1447年—1505年
48. 穆赫拉涅利亲王巴格拉特一世，1487年—1540年
49. 穆赫拉涅利亲王，卡特利摄政王瓦赫坦格一世，1510年—1580年
50. 穆赫拉涅利亲王，卡特利摄政王泰穆拉兹一世，1572年—1625年
51. 穆赫拉涅利亲王康斯坦丁一世，1618年—1667年
52. 穆赫拉涅利亲王泰穆拉兹二世，1649年—1688年
53. 穆赫拉涅利亲王康斯坦丁二世，？—1716年
54. 穆赫拉涅利亲王康斯坦丁三世，1696年—1756年
55. 穆赫拉涅利亲王约安尼，1755年—1800年
56. 穆赫拉涅利亲王康斯坦丁四世，1782年—1842年
57. 穆赫拉涅利的伊拉克里，1813年—1892年
58. 穆赫拉涅利亲王继承人亚历山大·巴格拉季昂-穆赫拉涅利，1853年—1918年
59. 穆赫拉涅利亲王继承人吉奥尔基·巴格拉季昂-穆赫拉涅利，1884年—1957年
60. 格鲁吉亚王位继承人伊拉克里（三世）·巴格拉季昂-穆赫拉涅利，1909年—1977年
61. 格鲁吉亚王位继承人吉奥尔基（十四世）·巴格拉季昂·德·穆赫拉尼，1944年—2008年
62. 格鲁吉亚王位继承人大卫（十三世）·巴格拉季昂·德·穆赫拉尼，1976年生